# فیسکر رونین
فیسکر رونین (انگلیسی: Fisker Ronin) یک خودروی اسپرت است که توسط شرکت فیسکر اینک در حال مطالعه و طراحی است و برنامه‌ریزی شده‌است در سال ۲۰۲۴ تولید شود.